# SRAM (bedrijf)

Logo

SRAM Corp. is een Amerikaans bedrijf dat fietsonderdelen produceert. Het is opgericht in 1987 in Chicago, Illinois, Verenigde Staten van Amerika. SRAM produceert derailleurs, verstellers voor de versnellingen, kettingen en cassettes voor mountainbikes. Voor de gewone fiets produceert het verstellers voor de versnellingen, remhendels en trommelremmen. In oktober 2006 is het met een complete groep voor racefietsen op de markt gekomen. (Een groep omvat alle bewegende delen van een fiets.)

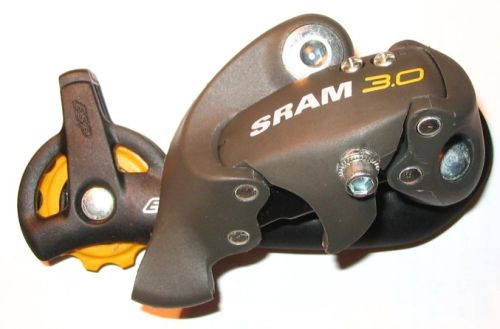
SRAM achterderailleur

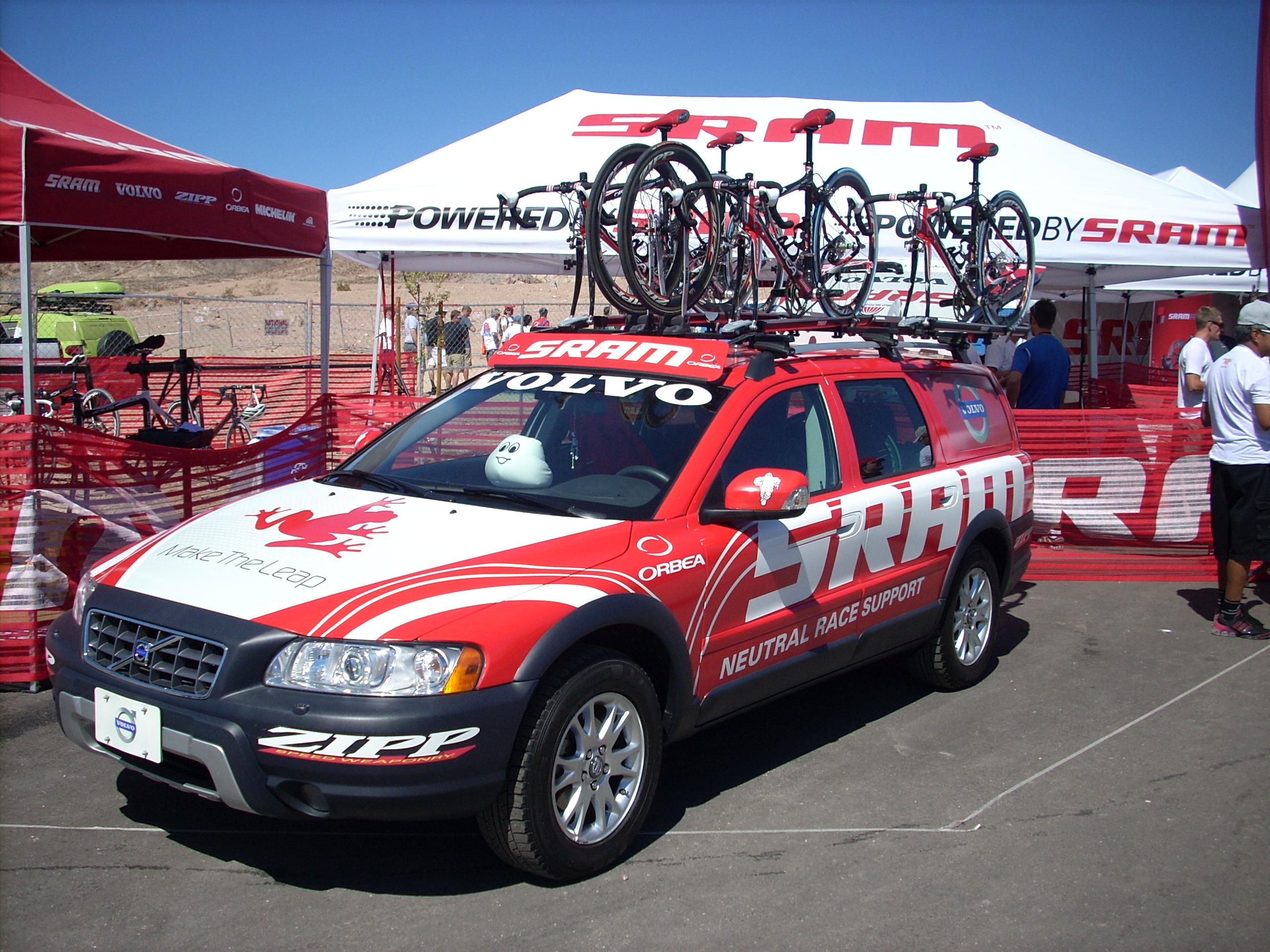
SRAM als sponsor

Naast het verkopen en ontwikkelen sponsort SRAM ook nog een aantal wielerploegen. In 2007 zijn dat Saunier Duval (pro-tourteam) DSB Bank (damesploeg met onder anderen Marianne Vos) en W.V Eemland (clubteam). Er bestaat ook een SRAM groeistad klassieker welke half september wordt verreden in en rondom Amersfoort. Deze wedstrijd is tevens de finale van de Belofte competitie van de KNWU.
In 2010 heeft SRAM opnieuws een contract met W.V Eemland gesloten.
W.V Eemland's elite/beloftenteam heet nu ook SRAM-W.V Eemland.

## De marktsituatie
SRAM's grootste concurrent in de productie van hun producten is Shimano. SRAM heeft slechts een klein aandeel op de markt van mountainbikeonderdelen. Sinds oktober 2006 heeft het ook een groep voor racefietsen op de markt, in die sector is het de concurrent van Shimano en Campagnolo. In de loop der jaren kocht SRAM de fabrikanten Rockshox (een producent van mountainbikeveringen), Avid (een producent van mountainbikeremmen) en Truvativ (een producent van fietsonderdelen) op. Deze bedrijven vormen samen de SRAM-groep. Hierdoor kon SRAM een volledige groep aanbieden voor de mountainbike en zo beter concurreren tegen Shimano dat wel een volledige groep voor de mountainbike op de markt bracht.

## De producten

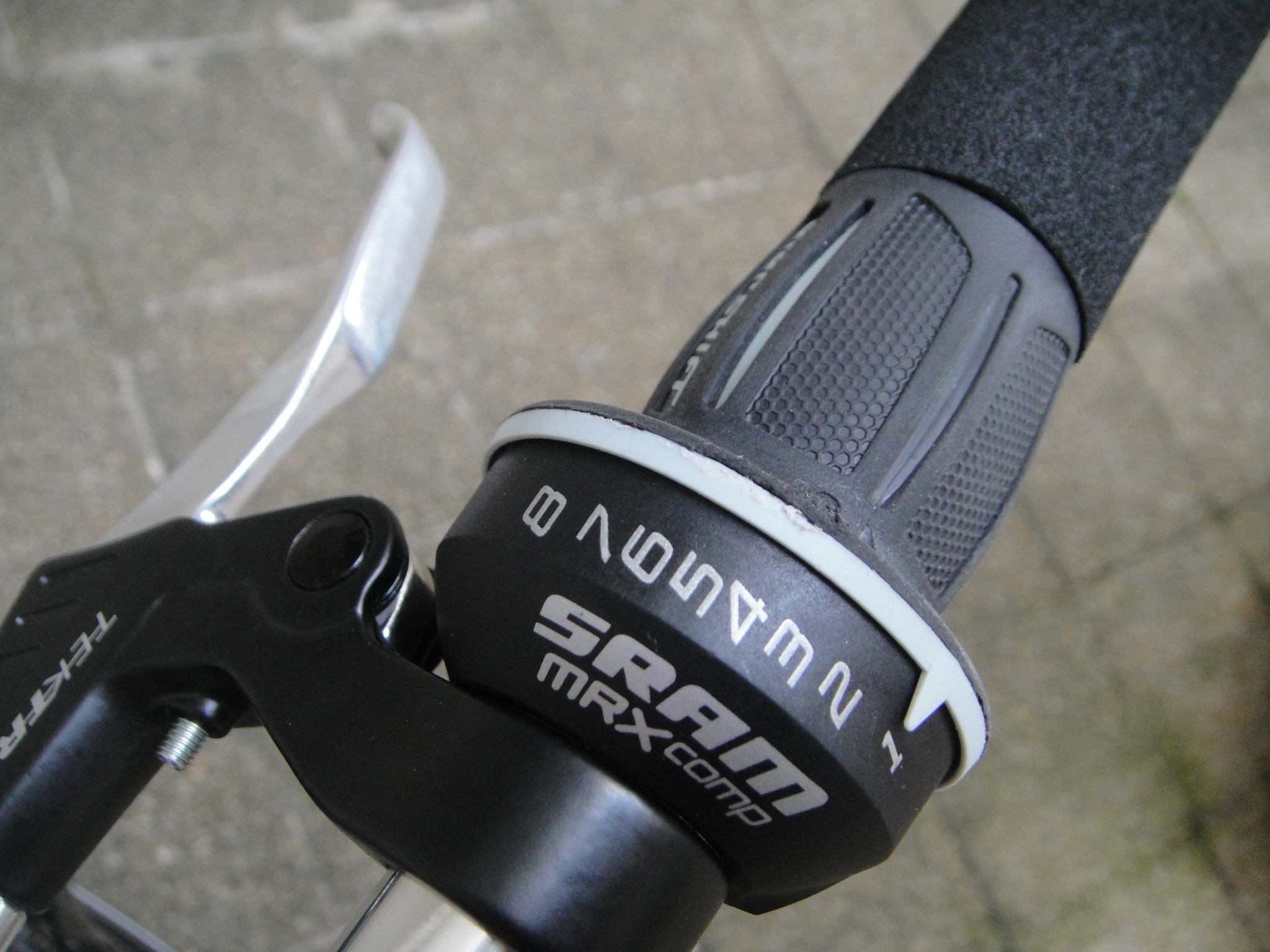
SRAM MRX comp 8 speed TX-re

SRAM produceert derailleurs, verstellers, kettingen en cassettes voor mountainbikes. SRAM produceert zijn groepen in verschillende prijs/kwaliteit klassen elk met een aparte naam. De derailleurs en verstellers worden in sets met eenzelfde prijs- en kwaliteitsklasse verkocht. Het bedrijf verkoopt ook verstellers (shifters) die compatibel met die van Shimano zijn. Deze shifters zijn zogenaamde "trigger" en "draai" shifters, dit is een ander systeem dan datgene dat door Shimano gebruikt wordt waardoor sommige fietsers voor dit systeem kiezen omdat ze dit beter vinden. De kettingen en cassettes zijn sowieso Shimano compatibel en worden om die reden apart van de onderdelensets verkocht. Ook hier kiezen veel fietsers vaak voor kettingen en cassettes van SRAM in combinatie met een Shimano groep omdat deze onderdelen lichter zijn, een mooier uiterlijk hebben en/of goedkoper zijn dan die van Shimano.
SRAM kocht ook het Duitse Sachs (fabrikant van Torpedo en Sachs-Huret), waardoor zij ook op de gewone fietsmarkt hun plek veroveren.
- ATB onderdelensets (van hoog naar lage kwaliteit): XX1, X01, X1, GX, NX, X0, X9, X7, X5, X4, X3
- Verstellers (van hoog naar lage kwaliteit): XX/XX1, X0/X01, GX, NX X9, X7, X5, X4, X3
- Weg onderdelensets (van hoog naar lage kwaliteit):Red, Force, Rival, Apex

SRAM is bij fietsers ook bekend door de zogenaamde "Powerlink", een koppelstuk voor de fietsketting. Het verbindingsstukje kan na het aanbrengen gemakkelijk weer worden geopend waardoor de kettingen makkelijk ge(de)monteerd kunnen worden. SRAM stelt dat hun verbindingsstukjes, in tegenstelling tot die van de concurrentie, de fietsketting niet verzwakken.